# 国分盛忠
国分 盛忠（こくぶん もりただ、応永2年（1395年） - 永享9年11月13日（1437年12月19日））は、室町時代に日本の陸奥国宮城郡にいたとされる武士。戦死した父国分盛経の後に国分氏を継いで第10世になったとされるが、実在しない可能性もある。
国分氏は南北朝時代から戦国時代末まで宮城郡南部を領した一族だが、国分盛忠は江戸時代に仙台藩の史家佐久間義和が編んだ「平姓国分氏系図」にのみ現れる。それによれば、盛忠の父は国分盛経。母は高柳信康の女。弟は国分盛定、永経、盛信の4人。妹が1人いて黒川氏基に嫁いだ。福岡時冬の女を妻にしたが、子がなかったため、盛定の子盛行を養子にした。

## 生涯
応永2年（1395年）に宮城郡国分で生まれ、彦五郎と名乗った。官位として従五位下、弾正亮、右京亮を称した。父の国分盛経が亘理氏と争って応永23年9月24日（1416年10月23日）に戦死したため、後を継いだ。盛忠はその年の11月に父の仇である亘理胤茂と和睦した。
応永32年（1425年）の春、上杉禅秀の乱追討軍に加わって軍忠を立て、5月に足利義持によって宮城郡・名取郡・黒川郡3郡の主政に補せられたという。永享9年11月13日（1437年12月19日）に死に、養子の国分盛行が後を継いだ。
以上は佐久間編の系図によるもので、父の盛経の戦死は亘理氏の系図に表れるが、盛忠の事は他史料の裏づけがない。盛忠という人物自体が実在しない可能性がある。